# Ilyograpsus rhizophorae
Ilyograpsus rhizophorae is een krabbensoort uit de familie van de Macrophthalmidae. De wetenschappelijke naam van de soort is voor het eerst geldig gepubliceerd in 1955 door Barnard.